# Gillinge

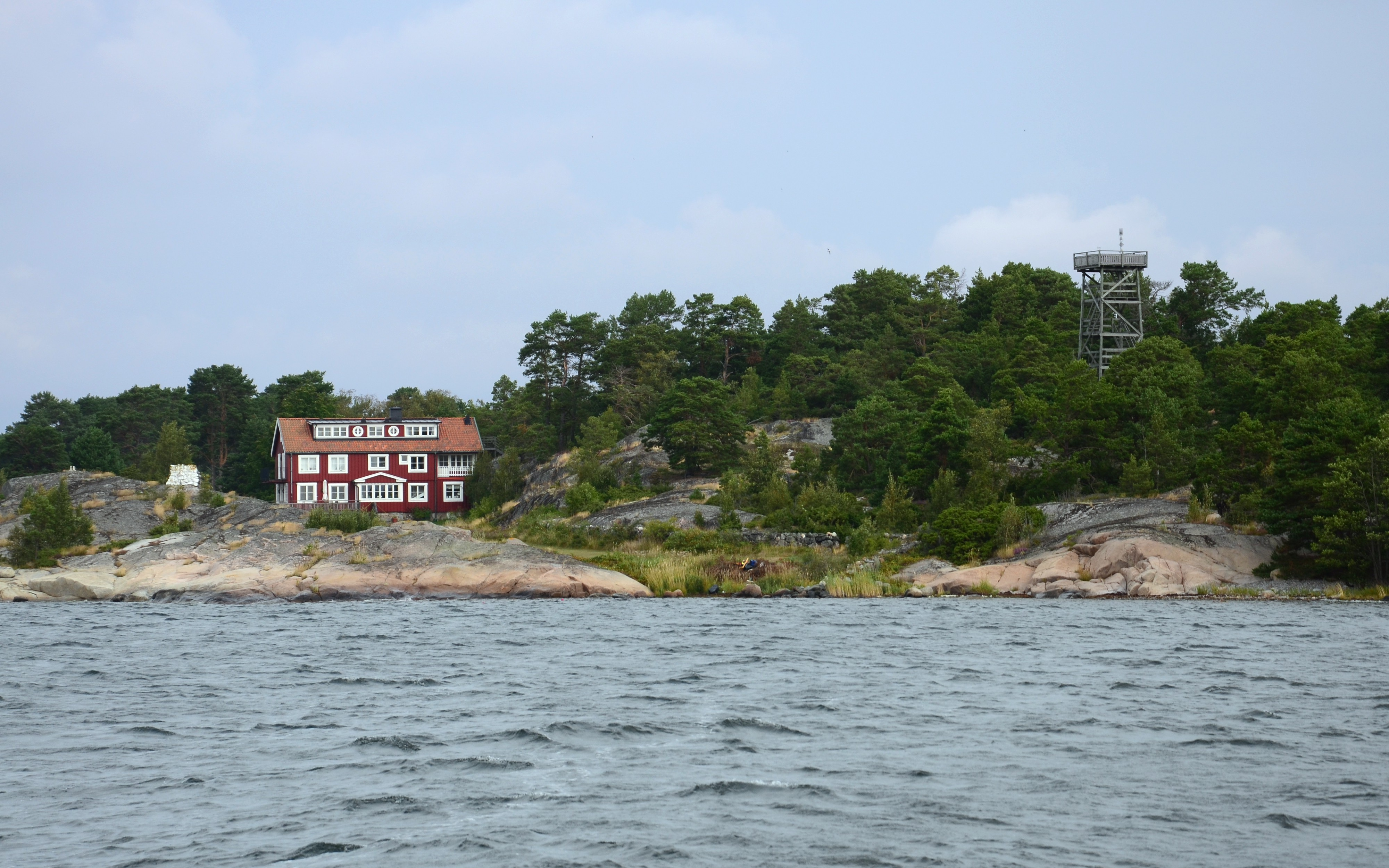

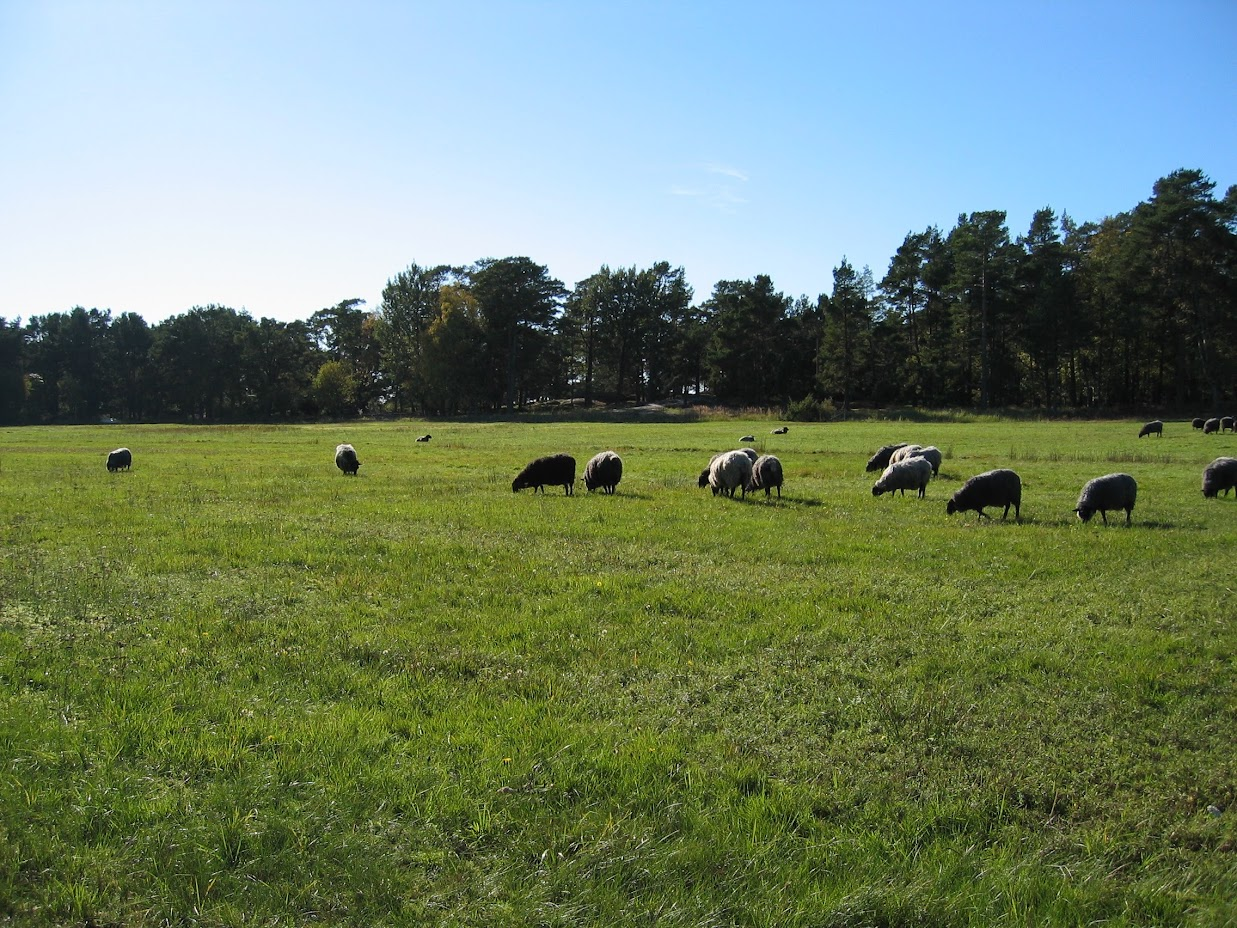
Får som betar en solig dag på Gillinge, Sverige

Gillinge är en ö i Stockholms skärgård i Nämdö socken i Värmdö kommun. Öns storlek är 0,7 km² och den är 1,3 kilometer lång från nord till syd. Den är privatägd.

## Historia
Gillinge har haft bättre möjligheter att försörja sin befolkning än andra öar i dess omgivning. Redan 1540 omnämns i gamla skattelängder en Peder Glad med familj som boende på "Gelinge". Ön tycks ha varit kontinuerligt bebodd av helårsboende sedan dess. De stora dragen i kulturlandskapet har varit oförändrade sedan lantmäteriets rapport och karta från 1709. Gillinge har en del äldre bebyggelse kvar vid Hemviken. Därtill finns husgrunder kvar av Norrgården vid det uppgrundade sundet Lilla Björkskärsund som förr skilde Björkskär från huvudön. 
I början av 1800-talet bodde den kända skärkarlen Anders "Skär-Pelle" Persson på Gillinge, vars äventyr då han harpunerade en stor säl ska ha inspirerat August Strindberg till novellen "Sjönödslöftet". Befolkningsrekordet sattes 1840 då 30 personer var bosatta på ön. I slutet av 1800-talet ägdes ön av Ernfrid Öhman och Karl Norman. Johan Norman var bror till Karl och vän och jaktkamrat till Albert Berg på Kymmendö och figurerar under sitt rätta namn i Strindbergs Hemsöborna. Under 1900-talets första hälft såldes stora delar av ön till direktörer, däribland Lennart Osterman som grundade Ostermans Aero AB, vilket innebar att faciliteter för helikopter- och flygtrafik anlades på ön. Ungefär halva Gillinge ägs av en stiftelse grundad av Enskilda Banken, som erbjuder möjlighet till sommarvistelse för bankens anställda (tillsammans med den närliggande ön Villinge). Det finns idag tre bofasta på ön, samtliga släktingar till Karl Norman. 

## Natur
Gillinge har ängsmarker, mycket hällmarker och gles tallskog samt vassiga grunda flader. Öns tillsynsman bedriver naturvårdsjordbruk med får. På öns nordliga udde, Björkskär, finns jättegrytor. I nordost ligger halvön Fålskär, förr skild från huvudön vid Krafshålet. Förleden 'krafs' vanlig i skärgårdsnamn på grunda sund där man har slagit i botten med årorna. Öns östspets benämns Vårdbergsudden och av namnet av döma har det funnits en vårdkase här i äldre tid. I tallbackarna ner mot badstranden på sydöstra sidan ligger ett antal stormvallar som bildades när havet nådde högre än idag. Havet utanför, sundet mot ön Tordmulen namngiven efter fågeln, är grunt. Gillinges västra udde kallas för Julaftonskottet, på grund av en gammal tradition att varje julafton skjuta ett antal skott i luften med gevär där. Utanför udden ligger Slottsgrynnan där segelskutan Pantari och motorpråmen Simpson som förliste 1924 respektive 1936.    

## Omgivning
Gillinge är den sydligaste ön i ögruppen Skoboraden. Till hemmanet Gillinge hörde även Vånö, Stora Immarskär och Tistronskär samt de på andra sidan Biskopsöfjärden liggande Biskopsön, Kastön, Svärtskär och Själberget. I samband med att staten sålde ut de gamla kronofiskeskären tillkom även Byttan 1849. I början av 1900-talet började gillingeborna undan för undan sälja av öar som de inte längre hade behov av. Biskopsön, Kastön och Byttan såldes 1906 till guldsmeden Jean Johnsson och 1910 såldes Tistronskär och Vånö till ingenjör Kurt Horngren.